# 小牧市東部市民センター

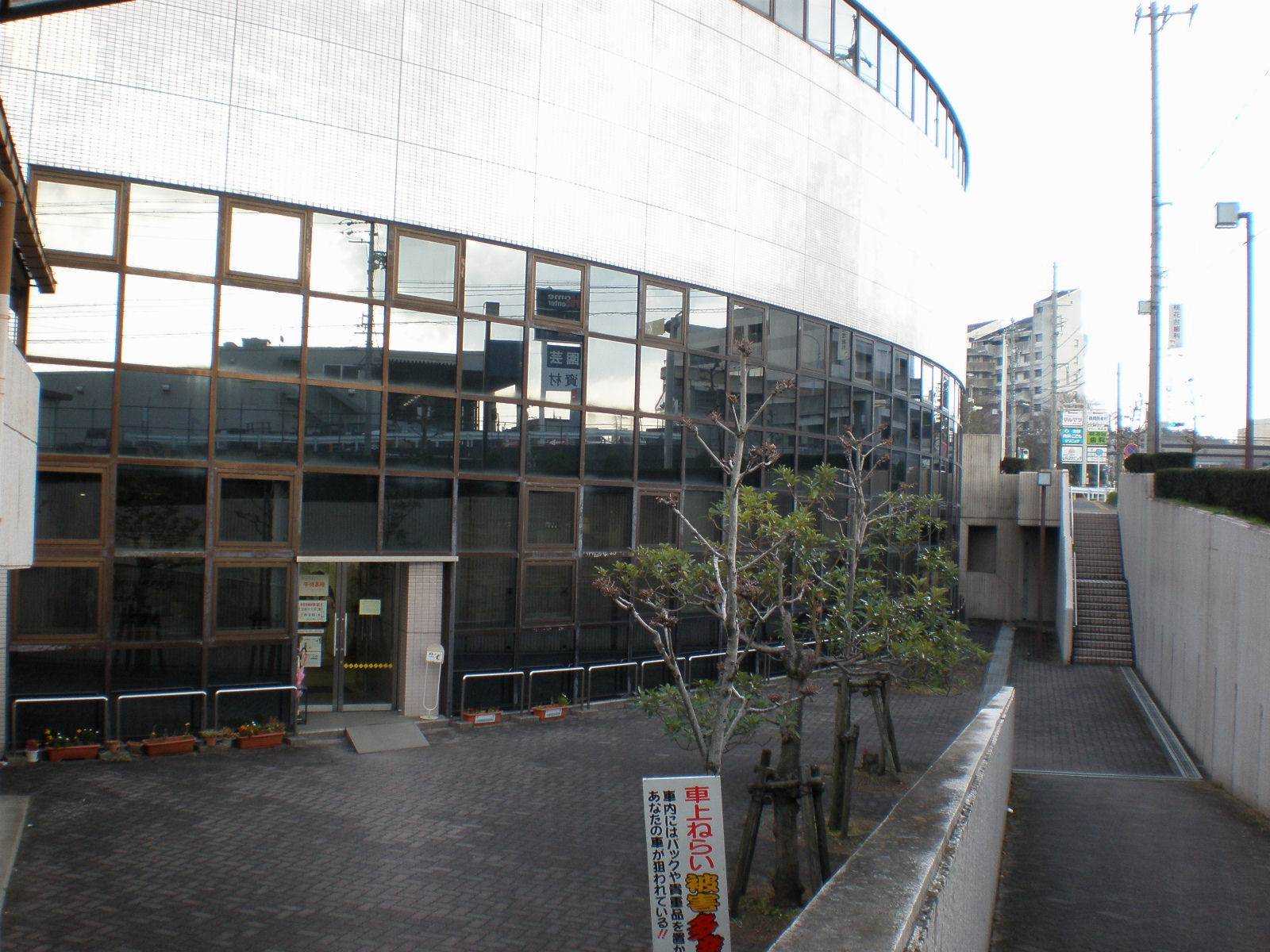
図書室

小牧市東部市民センター（こまきしとうぶしみんセンター）は、愛知県小牧市東部にある公民館。

## 概要
桃花台ニュータウン内のほぼ中央に位置する。大きなホールや会議室などがあるほか、小牧市役所の出張所（篠岡支所）や図書館が併設されている。

## 沿革
- 1989年（平成元年）9月9日 - 完成。

## 施設

### 地下1階
- 小牧市立図書館東部市民センター図書室 - 図書館。

### 1階
- 小牧市役所篠岡支所 - 小牧市役所の出張所。支所業務が行なわれている。
- 講堂 - 電動移動式観覧席を600席有するホール。音響設備なども備える。
- 楽屋 - 全部で2部屋ある。
- 会議室
- 喫茶白ゆり - 小牧市母子寡婦福祉協議会が運営する喫茶店。

### 2階
- 視聴覚室 - プロジェクターや映写機、ピアノなどを備える部屋。設備の使用は有料。
- 集会室
- 学習室
- 料理教室 - 調理台を5台有する部屋。
- 和室 - 17畳と19畳の2部屋ある。

### その他
- 駐車場
- 駐輪場 - 1階と地下1階の2ヶ所にある。

## 利用者数
1年間で約12万1千人の利用者があった（2006年（平成18年）度）。

## 所在地
- 愛知県小牧市篠岡2丁目23番地

## 交通手段
- 桃花台センター停留所下車、徒歩で1分～5分。

## 周辺

### 施設
- 小牧市立篠岡小学校
- スカイステージ33
- ピアーレ
- ホームセンターバロー 桃花台店
- 小牧消防署東支署
- 篠岡児童館

### 道路
- 愛知県道195号荒井大草線